# 湖南华电郴州仰天湖风电场
华电郴州仰天湖风电场（湖南华电郴州风力发电有限公司）位于湖南省郴州市北湖区境内，为湖南省境内首座风力发电厂。一期工程位于永春乡、芙蓉乡和南溪乡交界处的仰天湖风景区，工程总投资约4亿元，设计安装22台单机1650千瓦风力发电机组，总装机容量为3.63万千瓦。一期工程于2009年6月23日动工兴建，2009年12月31日首批6台机组并网发电，2010年7月5日全部竣工发电，预计年发电量达到7744万千瓦时。二期项目于2010年12月2日签署，地点位于一期项目东南侧的永春乡境内。仰天湖风电场由中国华电旗下的新能源公司全资投建，湖南华电郴州风力发电有限公司建设与管理。